# Futebol nos Jogos Pan-Americanos de 1979
A oitava edição do torneio de futebol dos Jogos Pan-americanos foi disputada na cidade de San Juan, Porto Rico, de 2 a 14 de Julho de 1979. Nove times divididos em três grupos de três disputaram a primeira fase em pontos corridos, com o Brasil defendendo o título. Depois da fase preliminar houve uma segunda fase com seis times divididos em dois grupos de três, classificando-se o primeiro de cada grupo para a final.
O Brasil conquistou sua terceira medalha de ouro ao derrotar Cuba na final.

## Fase Preliminar

### Grupo A
| Pos | Time       | Pts | J | V | E | D | GF | GC |
| --- | ---------- | --- | - | - | - | - | -- | -- |
| 1   | Argentina  | 4   | 2 | 2 | 0 | 0 | 3  | 0  |
| 2   | Costa Rica | 2   | 2 | 1 | 0 | 1 | 3  | 2  |
| 3   | Bermudas   | 0   | 2 | 0 | 0 | 2 | 1  | 5  |

| Argentina  | 1 - 0 | Costa Rica |
| Argentina  | 2 - 0 | Bermudas   |
| Costa Rica | 3 - 1 | Bermudas   |

### Grupo B
| Pos | Time      | Pts | J | V | E | D | GF | GC |
| --- | --------- | --- | - | - | - | - | -- | -- |
| 1   | Brasil    | 4   | 2 | 2 | 0 | 0 | 3  | 0  |
| 2   | Cuba      | 1   | 2 | 0 | 1 | 1 | 2  | 3  |
| 3   | Guatemala | 1   | 2 | 0 | 1 | 1 | 2  | 4  |

| Brasil | 1 - 0 | Cuba      |
| Brasil | 2 - 0 | Guatemala |
| Cuba   | 2 - 2 | Guatemala |

### Grupo C
| Pos | Time                 | Pts | J | V | E | D | GF | GC |
| --- | -------------------- | --- | - | - | - | - | -- | -- |
| 1   | Estados Unidos       | 4   | 2 | 2 | 0 | 0 | 9  | 1  |
| 2   | Porto Rico           | 2   | 2 | 1 | 0 | 1 | 2  | 3  |
| 3   | República Dominicana | 0   | 2 | 0 | 0 | 2 | 0  | 7  |

| Estados Unidos | 3 - 1 | Porto Rico           |
| Estados Unidos | 6 - 0 | República Dominicana |
| Porto Rico     | 1 - 0 | República Dominicana |

## Segunda Fase

### Grupo A
| Pos | Time       | Pts | J | V | E | D | GF | Gc |
| --- | ---------- | --- | - | - | - | - | -- | -- |
| 1.  | Brasil     | 4   | 2 | 2 | 0 | 0 | 8  | 1  |
| 2.  | Costa Rica | 2   | 2 | 1 | 0 | 1 | 5  | 3  |
| 3.  | Porto Rico | 0   | 2 | 0 | 0 | 2 | 0  | 9  |

| Brasil     | 3 - 1 | Costa Rica |
| Brasil     | 5 - 0 | Porto Rico |
| Costa Rica | 4 - 0 | Porto Rico |

### Grupo B
| Pos | Time           | Pts | J | V | E | D | GF | GC |
| --- | -------------- | --- | - | - | - | - | -- | -- |
| 1.  | Cuba           | 3   | 2 | 1 | 1 | 0 | 5  | 0  |
| 2.  | Argentina      | 3   | 2 | 1 | 1 | 0 | 4  | 0  |
| 3.  | Estados Unidos | 0   | 2 | 0 | 0 | 2 | 0  | 9  |

| Cuba      | 0 - 0 | Argentina      |
| Cuba      | 5 - 0 | Estados Unidos |
| Argentina | 4 - 0 | Estados Unidos |

## Disputa de quinto lugar
| Porto Rico | W.O. | Estados Unidos |

## Disputa de terceiro lugar
| 14 de julho | Argentina                           | 2 - 0 | Costa Rica | Estadio Félix Sixto Escobar, San Juan, Porto Rico |
|             | Mastrosimone 42' · Vasta 61' (g.c.) |       |            | Árbitro: CAN Dino Soupliotis                      |

## Final
| 14 de julho | Brasil                            | 3 - 0    | Cuba | Estadio Félix Sixto Escobar, San Juan, Porto Rico |
|             | Wagner Basílio · Silva · Gilcimar | Detalhes |      | Árbitro: CHI Gastón Castro                        |

| Brasil | Cuba |

| G                | 1  | Luís Henrique  |  |  |
| LD               | 2  | Valdoir        |  |  |
| Z                | 3  | Luís Cláudio   |  |  |
| Z                | 4  | Wagner Basílio |  |  |
| LE               | 6  | Édson Boaro    |  |  |
| V                | 5  | Vítor          |  |  |
| M                | 7  | Cléo           |  |  |
| M                | 8  | Jérson         |  |  |
| M                | 10 | Gilcimar       |  |  |
| A                | 9  | Silva          |  |  |
| A                | 11 | Silvinho       |  |  |
| Substituições:   |    |                |  |  |
| Treinador:       |    |                |  |  |
| Mário Travaglini |    |                |  |  |

| G                 | 1 | Reinoso          |    |    |
| LD                |   | Paco López       |    | a' |
| Z                 |   | Raimundo Frometa |    |    |
| Z                 |   | Sanchez          |    |    |
| LE                |   | André Roldán     |    | a' |
| M                 |   | Lara             |    |    |
| M                 |   | Ramón Nunes      |    |    |
| M                 |   | Luis Dreke       |    |    |
| A                 |   | Delgado          |    |    |
| A                 |   | Jorge Massó      |    |    |
| A                 |   | Roberto Pereira  |    |    |
| Substituições:    |   |                  |    |    |
|                   |   | Guillermo Mestre | a' |    |
|                   |   | Jorge Maya       | b' |    |
| Treinador:        |   |                  |    |    |
| Roberto Hernández |   |                  |    |    |

## Premiação
| Campeão Pan-Americano de 1979 |
| ----------------------------- |
| BRASIL (3º título)            |

### Medalhistas
| Evento           | Ouro | Prata | Bronze |
| ---------------- | --- | --- | --- |
| Men's tournament | Brasil 1 – Solitinho 2 – Luís Cláudio 3 – Wagner Basílio 4 – Valdoir 5 – Vítor 6 – João Luiz 7 – Mica 8 – Cléo 9 – Silva 10 – Jackson 11 – Silvinho 12 – Luís Henrique Dias 13 – Oswaldo 14 – Édson Boaro 15 – Gilcimar 16 – Rogério 17 – Cristovão 18 – Jérson (Técnico – Mário Travaglini) | Cuba 1 – José Francisco Reinoso 2 – Francisco López Ríos 3 – Raimundo Frometa 4 – Luis Sánchez 7 – Andrés Roldán 8 – Amado Povea 9 – Dagoberto Lara 10 – Ramón Núñez 11 – Jorge Maya 12 – Luis Dreke 13 – Pedro Fenton 14 – Regino Delgado 15 – Jorge Massó 17 – Carlos Loredo 18 – Guillermo Mestre 19 – Roberto Pereira 20 – Fermín Hugo Madera 21 – Calixto Martínez (Técnico – Roberto Hernández) | Argentina 1 – Oscar Rogélio Quiroga 2 – José Omar Beccerica 3 – Victorio Ocaño 4 – Lucio Del Mul 5 – Juan Cabrera 6 – Víctor Binello 7 – Héctor Boccanelli 8 – Eusebio Roldán 9 – Víctor Sosa 10 – Salvador Mastrosimone 11 – Antonio Alderete 12 – Guillermo Bosio 13 – Enrique Veloso 14 – Luis Rolfo 15 – Roberto Gasparini 16 – Marcelo Fredes 17 – Luis Amuchástegui 18 – Osvaldo Coloccini (Técnico – Roberto Saporiti) |

### Classificação Final
| Pos.              | Equipe                   |
| ----------------- | ------------------------ |
| Medalha de ouro   | BRA Brasil               |
| Medalha de prata  | CUB Cuba                 |
| Medalha de bronze | ARG Argentina            |
| 4                 | CRC Costa Rica           |
| 5                 | PUR Porto Rico           |
| 6                 | USA Estados Unidos       |
| 7                 | GUA Guatemala            |
| 8                 | BER Bermudas             |
| 9                 | DOM República Dominicana |